# ロング アゴー
『ロング アゴー』は三原順の漫画作品。

## 概要
『はみだしっ子』シリーズでグレアムらを養子として引き取ったジャック・クレーマーと「オブザーバー」ロナルド・グレンマイヤーの少年時代から家庭を築くまでの時間をロナルドの視点から描いた作品。
はみだしっ子でロナルドが語った「先輩の逸話」が具体的に詳述されるなど数行のト書きが一冊の本にまで膨らんだスピンオフ作品の一つである。
単行本(花とゆめComics)全1巻。白泉社文庫『三原順傑作選80's』に収録されている。

## 主要キャラクター
ロナルド
ロナルド・グレンマイヤー。11歳のときに2学年跳び級した。3人の姉をもつ末っ子として病弱を装うことで自己防衛のラインを引いている臆病者。猫被りと駆け引きで世間を渡り歩くことを信念としていた。しかし、飛び級したクラスでの庇護者としてジャックを選んだため、彼の「人々は信頼されるべき」という信念に振り回されて価値観を変える。以後、ジャックの友人として振舞う。父の会社の相続権は姉モーリンに譲り、ジャックを追うような形で医学部に入学する。パムを紹介し、彼らの結婚を祝福する。流産した際に、将来養子をもらおうと話すジャックに対して協力を約束するが、後に養子になった"奴ら"(特に次男坊）のせいで後悔する。
ジャック
ジャック・クレーマー。3年前（11歳のとき）に家庭教師に誘拐され、1年間休学。やがてすぐに正規の学年に戻るが留年していた時期に跳び級してきたロナルドと7ヶ月間の間だけ同級だった。誘拐の経験の反動から、誰でも信頼されなければならず、また相手の地位や年齢にかまわず誰でも公平に扱われなければならないという信念を貫こうとして様々な人と衝突する。会社を同族会社にしようとしていた父に反抗して医学部に入り勘当される。大学初年度は休学して学費を稼ぎ、翌年から再びロナルドと級友となる。パムと結婚し子供をもうけるが、交通事故にあった友人フィルの息子をトリアージに従い治療順位を後にして救えなかったことを正直に話したために怨まれる。後にフィルによってパムの子は流産することになる。
パム
パメラ・クレーマー。レティの友人。「無神経すれすれの無邪気さと逞しさ」がジャックと相性がよいと考えたロナルドによってジャックに紹介され、結婚。人見知りで子供好き。可哀想な子供を見ると（たとえ映画でも）泣いてしまう。
レティ
レティシア・グレンマイヤー。ロナルドの結婚相手。（以下は『ロングアゴー』ではなく『はみだしっ子』番外編楽屋裏②による）完全主義者で自分を愛してくれる夫を愛していたが、逆にその完全さに息が詰まるようになる。娘シベールが授かるも事情は変わらなかった。ジャックに相談した際にロナルドに浮気と誤解され、それがきっかけとなり愛情が冷めて半年後に離婚。10数年後にハロルドという名の男と再婚する。

## 出版

### 単行本
- ロング アゴー 1982年12月初版 ISBN 4-592-11682-8
ロング アゴーの他に『ミスターグレンマイヤーの休日』、『オクトパスガーデン』（以上、『はみだしっ子』番外編）と『君の好きな帰り道』を収録。

### 文庫版
- 三原順傑作選80's 1998年9月初版 ISBN 4-592-88377-2
ロングアゴー全作品他が収録。表紙がロナルド。